# Patricia Watson-Miller
Pour les articles homonymes, voir Watson et Miller.
Patricia Watson-Miller, née Schek le 20 juillet 1965 à Wangen im Allgäu, est une pilote allemande de rallye-raid.

## Biographie
Née Patricia Schek à Wangen im Allgäu en 1965, elle est la fille du pilote de moto Herbert Schek, champion d'Allemagne d'enduro en 1963 et qui a participé 15 fois au rallye Dakar. Patricia a étudié l'informatique de gestion à l'Université des sciences appliquées de Constance et est titulaire d'un diplôme en informatique. Mariée à un Anglais, elle vit à Londres depuis 1996. 
En 1990 et 1991, Patricia remporte le trophée féminin sur une BMW construite par son père, renommée pour l'occasion BMW Schek.
Patricia a deux sœurs Cornelia (née en 1967) et Angelika (née en 1968), toutes les deux concurrentes de rallye-raid entre 2001 et 2004 sur motos BMW, KTM et Sherco. Angelika finit 34e du Rallye des Pharaons en 2002.
En 2007, Patricia au rallye de Pékin dans le désert du Taklamakan, annonce la fin de sa carrière.

## Résultats au Paris-Dakar
| Année | Catégorie | Constructeur | Position Scratch | Trophée des Femmes |
| ----- | --------- | ------------ | ---------------- | ------------------ |
| 1988  | Moto      | BMW          | Ab.              |                    |
| 1990  | Moto      | BMW Schek    | 45e              | 1er                |
| 1991  | Moto      | BMW Schek    | 42e              | 1er                |
| 1992  | Moto      | Suzuki       | 24e              | 2e                 |
| 2006  | Moto      | KTM          | 67e              | 1er                |
| 2007  | Moto      | KTM          | 86e              | 3e                 |